# Smicridea gemina
Smicridea gemina är en nattsländeart som beskrevs av Roger J. Blahnik 1995. Smicridea gemina ingår i släktet Smicridea och familjen ryssjenattsländor. Inga underarter finns listade i Catalogue of Life.